# Jean-Baptiste Barrière
Jean-Baptiste Barrière (Bordeus, 2 de maig de 1707 - París, 6 de juny de 1747), més conegut sota el nom de Jean Barrière, va ser un violoncel·lista i compositor francés.

## Carrera musical
Barrière va estudiar en principi la viola d'arc i va publicar un conjunt de sonates per a este instrument. No obstant això, amb el temps va esdevenir un hàbil violoncel·lista. En aquella època, a França, el violoncel estava a punt d'eclipsar la viola en popularitat, abans d'acabar per reemplaçar-la completament, com ja havia passat a Itàlia 40 anys abans. Es va convertir en un virtuós del violoncel, un dels més coneguts del seu temps.
En 1731, es va traslladar a París i entra a l'Académie Royale de Musique, és-a-dir a l'Òpera, per un salari anual de 445 lliures. A Fontainebleau, el rei Lluís XV li concedeix, el 22 d'octubre de 1733, privilegis especials per compondre i publicar durant sis anys diverses sonates i altres treballs instrumentals. Un dels seus alumnes més coneguts va ser el comte de Guergorlay, senyor de Trousily. Després de l'èxit del seu primer llibre, Sonates pour violoncelle et basse continue - Livre I, de novembre 1733, va fer aparèixer una segona edició l'any 1740. El seu Llibre II va ser publicat l'any 1735.
En 1736 es va traslladar a Itàlia per estudiar a prop del célebre violoncel·lista italià Francesco Alborea, conegut sota el nom de «Franciscello», qui durant aquest temps sembla haver tocat també a Viena de 1726 a 1739. Va emprendre una girada suplementària a Itàlia, en abril de 1737, i va tornar a París a l'estiu de 1738 per a participar en el Concert Spirituel el 15 d'agost i el 8 de setembre, on va impressionar el seu auditori per la seua « gran precisió », segons la premsa local. En 1739, li va ser concedit un nou privilegi de 12 anys a Versailles, que va ser publicat el 5 de gener de 1740. Eixe mateix any va publicar el seu Llibre III, i en 1741 va publicar uns altres treballs.
Gairebé oblidat del gran públic d'avui, Barrera era encara bastant conegut alguns anys després de la seua mort. Pierre-Louis Daquin de Château-Lyon no va vacil·lar en parlar així d'ell: « el famós Barrera, mort fa encara poc de temps, posseïa tot el que es pot desitjar... poques persones podrien tocar tant bé com ell».

## Estil
Les seues obres són conegudes sobretot per la seua sensibilitat, la seua ressonància emocional i la seua sonoritat profunda. Algunes d'elles són d'una exigència molt gran pel que fa a la prestació tècnica, sobretot pel que fa a la coordinació de la mà dreta i de la mà esquerra, els moviments de dits complicats i sovint un ús difícil de l'arc. Fa falta molta subtilitat per executar virtuosament diverses peces seues, perquè, al mateix temps que havia integrat elements de l'estil italià, es troba igualment un ric gust francès al seu discurs musical.

## Composicions
- Livre I de sonates pour violoncelle et basse continue (1733 París, dedicat al comte Guergolay, senyor de Trousily)
- Livre II de sonates pour violoncelle et basse continue (1735 París, dedicat a Madame Jourdain)
- Livre III de sonates pour violoncelle et basse continue (1739 París)
- Livre IV de sonates pour violoncelle et basse continue (1740 París)
- Livre V Sonates pour le Pardessus de Viole avec basse Continue
- Livre VI Sonates et Pièces pour le Clavecin (1740)